# 瓊斯菲爾德鎮區 (密歇根州)
瓊斯菲爾德鎮區（英語：Jonesfield Township）是位於美國密歇根州薩吉諾縣的一個行政鎮區。

## 地方資料
瓊斯菲爾德鎮區的面積為65.30平方千米，當中陸地面積為65.30平方千米，而水域面積為0.00平方千米。根據2020年美國人口普查的數據，當地共有人口1618人，而人口密度為每平方千米24.78人。